# Biantes conspersus
Biantes conspersus is een hooiwagen uit de familie Biantidae. De wetenschappelijke naam van Biantes conspersus gaat terug op Roewer.